# Siphonopidae
De Siphonopidae zijn een familie van wormsalamanders (Gymnophiona). De wetenschappelijke naam van de groep werd als Siphonopina in 1850 voorgesteld door Karel Lucien Bonaparte.
De classificatie van de wormsalamanders is lange tijd aan veel debat en verandering onderhevig geweest. In 2011 presenteerden Wilkinson et al. een indeling van de orde waarbij de Siphonopidae een van de negen families van wormsalamanders waren die ze onderscheidden.
Er zijn 26 soorten in vijf geslachten, die voorkomen in delen van Zuid-Amerika.

## Geslachten
- Brasilotyphlus
- Luetkenotyphlus
- Microcaecilia (incl. Caecilita Wake & Donnelly, 2010 en Parvicaecilia Taylor, 1968)
- Mimosiphonops
- Siphonops